# Стефано Фјоре
Стефано Фјоре (итал. Stefano Fiore; 17. април 1975) је бивши италијански фудбалер и репрезентативац.

## Каријера

### Клупска
Фјоре је рођен у Козенци, где је 1992. године започео играти фудбал у истоименом клубу. Након две сезоне прелази у Парму, у којој је наступао јако мало. Због тога напушта тим те игра у Падови и Кјево Верони. Због импресивних игара за веронски клуб, Фјоре 1997. по други пута долази у Парму. Тамо је постао стандардни играч а са клубом 1999. осваја Куп УЕФА и Куп Италије.
У јуну 1999. Стефана купује Удинезе, у трансферу у којем су уз финансијски износ Парми дати и играчи Удинезеа Стивен Апија и Марсио Аморосо. Након две године Фиоре одлази у Лацио заједно са клупским саиграчем Ђулијаном Ђаникедом. Римски клуб тада је довео и холандског штопера Јапа Стама, шпанског везњака Гаиска Мендијету и српског нападача Дарка Ковачевића. Лацио упркос тим појачањима није остварио значајније резултате осим Купа Италије 2004. године.
Због финансијских потешкоћа, Лацио је Валенсији продао Фјореа за 6,6 милиона, те Бернарда Корадија за 10 милиона евра. Технички гледано, играчи су прешли у Валенсију бесплатно као својеврсна компензација Лација за трансфер Мендијете од 16.600.000 евра, којег римски клуб није платио. Фјоре је у Валенсији играо свега једну сезону, док је преостале године из уговорног рока провео на позајмицама у Фјорентини, Торину и Ливорну.
Фјоре 22. августа 2007. потписује једногодишњи уговор за Мантову. Након тога враћа се у родну Коцензу, где је са тамошњим клубом одиграо две сезоне и затим завршио играчку каријеру.

### Репрезентативна
Фиоре је са младом италијанском У23 репрезентацијом освојио злато на Медитеранским играма у Барију 1997. године. За сениорску репрезентацију је дебитовао 2000, те је њен члан био наредне четири године. Учествовао је на ЕУРУ 2000. на којем је Италија била финалиста, и на ЕУРУ 2004. где су Азури неочекивано испали у групи.

#### Голови за репрезентацију
| #  | Датум             | Место           | Противник | Погодак | Резултат | Такмичење            |
| -- | ----------------- | --------------- | --------- | ------- | -------- | -------------------- |
| 1. | 14. јун 2000.     | Брисел, Белгија | Белгија   | 2 : 0   | победа   | ЕУРО 2000.           |
| 2. | 18. фебруар 2001. | Рим, Италија    | Аргентина | 1: 2    | пораз    | Пријатељска утакмица |

## Успеси

### Клупски
Парма
- Куп Италије: 1998/99.
- УЕФА куп: 1994/95, 1998/99.

Лацио
- Куп Италије: 2003/04.

Валенсија
- УЕФА суперкуп: 2004.

Удинезе
- Интертото куп: 2000.

### Репрезентативни
Италија
- Медитеранске игре: 1997.
- Европско првенство: 2000

### Индивидуални
- Најбољи стрелац Купа Италије: 2003/04. (6 голова)[5]